# Шифра викенд
„Шифра викенд” је југословенски кратки филм из 1969. године. Режирао га је Стеван Симић који је написао и сценарио.

## Улоге
| Глумац          | Улога |
| --------------- | ----- |
| Предраг Лаковић |       |
| Његош Лопичић   |       |
| Нада Симић      |       |